# Duncan Sike
Der Duncan Sike ist ein Wasserlauf in Dumfries and Galloway. Er entsteht im Süden des Auldshiels Hill und fließt in südlicher Richtung bis zu seiner Mündung in das Tarras Water.